# 마산도서관
마산도서관은 경상남도 창원시 마산합포구에 있는 도서관이다.

## 시설
- 1층 세상을 봄
  - 유아, 어린이자료실

- 2층 지혜를 봄
  - 종합자료실(어린이자료실에 배치된 자료를 제외한 단행본 및 연속간행물, 점자도서 비치)

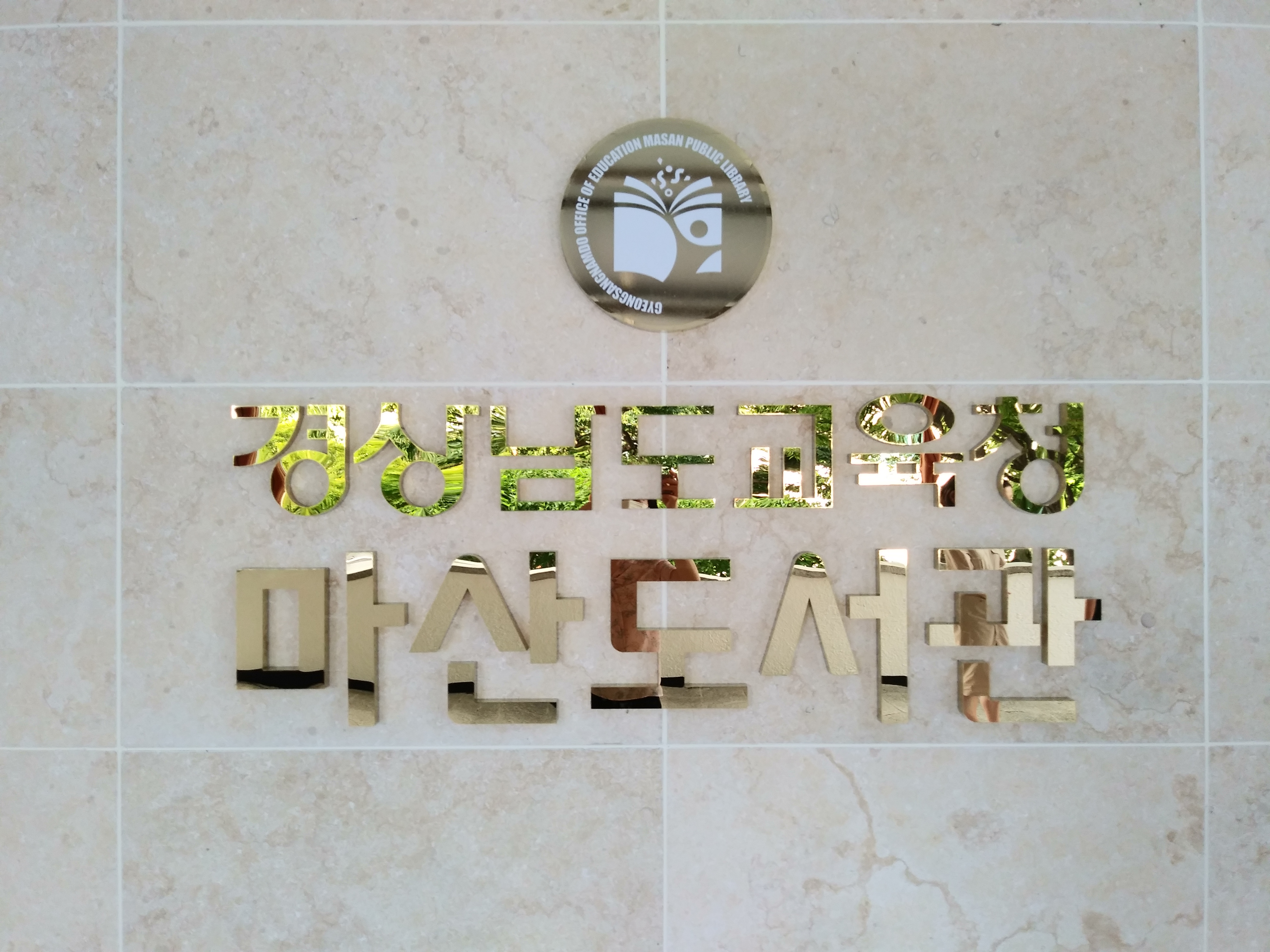

- 3층 함께해 봄
  - 무학전당
  - 강좌실
  - 생각대로